# Canton de Strasbourg-6
Le canton de Strasbourg-6 est une circonscription électorale française située dans circonscription administrative du Bas-Rhin sur le territoire de la collectivité européenne d'Alsace.
Il comprend les quartiers de la Meinau et de la Plaine des Bouchers, du Neuhof et une partie du Neudorf et du Port du Rhin. C'est le plus gros canton de Strasbourg, il correspond à la partie sud de la ville,.

## Histoire
De 1833 à 1871 et de 1919 à 1962, il n'y avait que 4 cantons dans l'arrondissement de Strasbourg-Ville : les cantons de Strasbourg-Est, Strasbourg-Nord, Strasbourg-Ouest et Strasbourg-Sud.
Le canton de Strasbourg-6 est créé en 1962 à partir de l'ancien canton de Strasbourg-Est.
Il est modifié par le décret no 73-670 du 13 juillet 1973 créant les cantons de Strasbourg-9 et Strasbourg-10.
Par décret du 18 février 2014, le nombre de cantons du département est divisé par deux, avec mise en application aux élections départementales de mars 2015. Le canton de Strasbourg-6 est conservé et s'agrandit.

## Représentation

### Conseillers généraux de 1962 à 2015
| Période | Période      | Identité                        | Étiquette   | Qualité                                                                                   |
| ------- | ------------ | ------------------------------- | ----------- | ----------------------------------------------------------------------------------------- |
| 1962    | 1967         | Georges Rohmer                  | MRP         | Avocat à Strasbourg Ancien conseiller général du Canton de Strasbourg-Est (1950-1962)     |
| 1967    | 1979         | Ernest Rickert                  | UDR RPR DVD | Directeur commercial Député (1966-1978)                                                   |
| 1979    | 1985         | Jean Oehler                     | PS          | Contremaître-serrurier Député (1981-1993) 2ème adjoint au maire de Strasbourg (1989-2001) |
| 1985    | 1993 (décès) | Ernest Rickert                  | RPR         | Ancien député                                                                             |
| 1993    | 1998         | Christian Fuchs                 | RPR         | Dirigeant d'entreprise à Strasbourg                                                       |
| 1998    | 2015,        | Serge Oehler (fils de J.Oehler) | PS          | Adjoint au maire de Strasbourg depuis 2008 Élu en 2015 dans le canton de Strasbourg-3     |

### Conseillers départementaux depuis 2015
| Période élective | Période élective | Mandat | Mandat   | Identité                 | Nuance | Nuance | Qualité |
| ---------------- | ---------------- | ------ | -------- | ------------------------ | ------ | ------ | --- |
| 2015             | 2021             | 2015   | 2021     | Pascale Jurdant-Pfeiffer |        | UDI    | Conseillère municipale de Strasbourg Vice-présidente du conseil départemental Ancienne conseillère générale du canton de Strasbourg-10 (2004-2015) |
| 2015             | 2021             | 2015   | 2021     | Jean-Philippe Maurer     |        | LR     | Ancien assistant parlementaire Conseiller municipal de Strasbourg (depuis 2014) Ancien conseiller général du canton de Strasbourg-7 (1998-2015)    |
| 2021             | 2028             | 2021   | en cours | Pascale Jurdant-Pfeiffer |        | UDI    | Conseillère sortante |
| 2021             | 2028             | 2021   | en cours | Jean-Philippe Maurer     |        | LR     | Conseiller sortant 7e vice-président chargé des réseaux et mobilités                                                                               |

À l'issue du 1er tour des élections départementales de 2015, deux binômes sont en ballotage : Pascale Jurdant-Pfeiffer et Jean-Philippe Maurer (Union de la Droite, 38,3 %) et Jean-Baptiste Mathieu et Annick Neff (PS, 24,78 %). Le taux de participation est de 41,51 % (11 600 votants sur 27 944 inscrits) contre 47,83 % au niveau départemental et 50,17 % au niveau national.
Au second tour, Pascale Jurdant-Pfeiffer et Jean-Philippe Maurer (Union de la Droite) sont élus avec 63,86 % des suffrages exprimés et un taux de participation de 39,88 % (6 561 voix pour 11 143 votants et 27 944 inscrits).

## Composition

### Composition de 1973 à 2015
Le canton de Strasbourg-6 comprenait une partie de la commune de Strasbourg (quartiers de Cronenbourg, de Hautepierre, des Poteries et de la cité du Hohberg à Koenigshoffen).

### Composition depuis 2015
| Nom                                | Code Insee | Intercommunalité            | Superficie (km2) | Population (dernière pop. légale)                 | Densité (hab./km2) | Modifier                                    |
| ---------------------------------- | ---------- | --------------------------- | ---------------- | ------------------------------------------------- | ------------------ | ------------------------------------------- |
| Strasbourg (bureau centralisateur) | 67482      | Eurométropole de Strasbourg | 78,26            | Fraction : 61 817 (2022) Commune : 291 709 (2022) | 3 727              | modifier les données · modifier les données |
| Canton de Strasbourg-6             | 6722       |                             |                  | 61 817 (2022)                                     |                    | modifier les données                        |

Le canton de Strasbourg-6 est formé de la partie de la commune de Strasbourg non incluse dans les cantons de Strasbourg-1, Strasbourg-2, Strasbourg-3, Strasbourg-4 et Strasbourg-5.
Il comprend les quartiers de la Meinau et de la Plaine des Bouchers, du Neuhof et une partie du Neudorf et du Port du Rhin.

## Démographie

### Démographie avant 2015
| 1962 | 1968 | 1975 | 1982 | 1990   | 1999   | 2006   | 2011   | 2012   |
| ---- | ---- | ---- | ---- | ------ | ------ | ------ | ------ | ------ |
| -    | -    | -    | -    | 40 346 | 42 549 | 43 416 | 44 077 | 44 099 |

### Démographie depuis 2015
En 2022, le canton comptait 61 817 habitants, en évolution de +8,15 % par rapport à 2016 (Bas-Rhin : +3,17 %, France hors Mayotte : +2,11 %).
| 2013   | 2018   | 2022   |
| ------ | ------ | ------ |
| 55 070 | 59 343 | 61 817 |